# Francesco Araja
Francesco Domenico Araja (nebo Araya, rusky Арайя) (25. června 1709 Neapol – mezi roky 1762 a 1770? Bologna) byl italský hudební skladatel, který strávil 25 let v Rusku a napsal nejméně 14 oper pro ruský dvůr, včetně opery Kefalos a Prokris, první opery na ruský text.

## Život
Narodil se 25. června 1709 v Neapoli. Pocházel z hudební rodiny a tak základní hudební vzdělání získal od svého otce a děda. Již ve 14 letech měl veřejný koncert v kostele S. Maria la Nuova. Záhy začal skládat pro divadlo. Jeho první opery uváděla s úspěchem divadla nejen v Neapoli, ale i ve Florencii, Římě, Miláně a v Benátkách.
V roce 1735 byl carevnou Annou Ivanovnou pozván do Petrohradu a jmenován dvorním kapelníkem. Jeho opera La forza dell'amore e dell'odio byla první italskou operou hranou v Rusku. K představení byl vydán ruský překlad libreta. Bylo to první v Rusku vytištěné libreto. Následovala celá řada oper. Zvláštní místo mezi nimi zaujímá opera Kefalos a Prokris (Цефал и Прокрис), komponovaná na ruské libreto Alexandra Sumarokova podle episody z Metamorfóz Publia Ovidia Nasa. Byla první operou komponovanou na ruský text a zpívanou ruskými zpěváky. Opera měla u dvora velký úspěch. Kromě mimořádného honoráře obdržel od carevny Alžběty I. i osobní dar. V moderní době byla opera znovu uvedena v Mariinském divadle 14. června 2001.
V roce 1759 se Araja vrátil do Itálie a věnoval se v Bologni pedagogické činnost. Pouze v roce 1762 byl povolán do Petrohradu ke korunovaci cara Petra III. Krátce působil ve své bývalé funkci kapelníka, ale po zavraždění cara 17. července 1762 odjel zpět do Itálie.
Zemřel patrně v Bologni mezi roky 1762 a 1770.

## Dílo

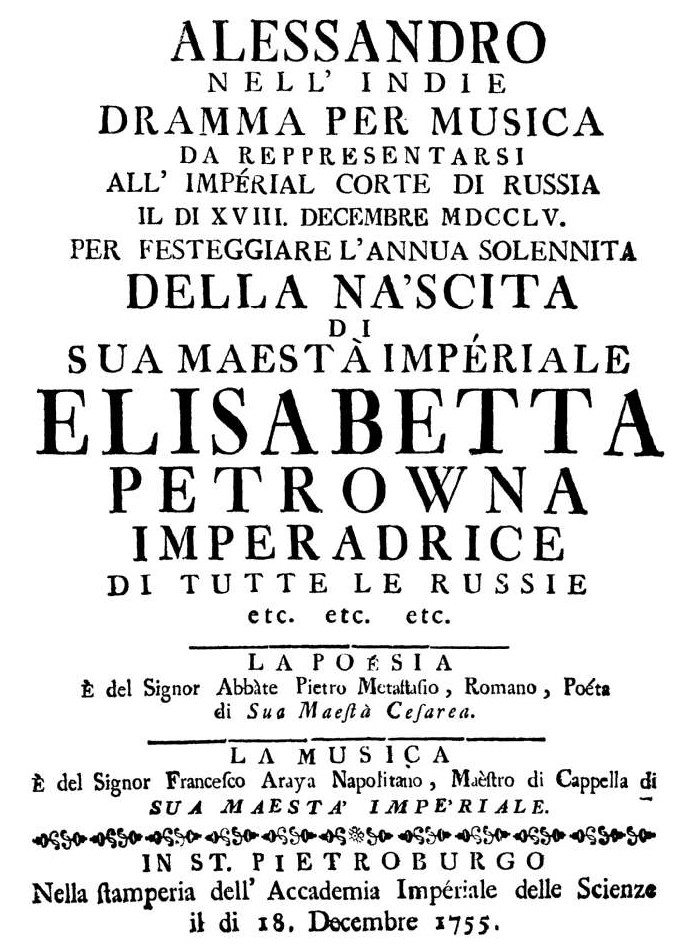
Titulní strana programu opery Alessandro nell'Indie.

### Opery
- Lo matremmonejo pe' mennetta, opera buffa, libreto Tommaso Mariani (Teatro de' Fiorentini, Neapol, 1729)
- Berenice, opera seria, libreto Antonio Salvi (Teatro Pratolino, Florencie, 1730)
- Ciro riconosciuto, opera seria, libreto Antonio Salvi (Teatro Dame, Řím, 1731)
- Il Cleomene, opera seria, libreto Vicenzo Cassani (Teatro Dame, Řím, 1731)
- L'amor regnante, libreto Pietro Metastasio (1731, Řím)
- Semiramide riconosciuta, opera seria, libreto Pietro Metastasio (Neapol, 1731)
- La forza dell'amore e dell'odio, opera seria, libreto Francesco Prata (Teatro Ducale, Milán, 1734)
- Lucio Vero, opera seria, libreto Apostolo Zeno, (Teatro Sant'Angelo, Benátky, 1735)
- Il finto Nino, overo La Semiramide riconosciuta, opera seria, libreto Francesco Silvani (Petrohrad, 1737)
- Artaserse, opera seria (Petrohrad, 1738)
- Seleuco, opera seria, libreto Giuseppe Bonecchi (Moskva, 1744)
- Scipione, opera seria, libreto Giuseppe Bonecchi (Petrohrad, 1745)
- Mitridate, opera seria, libreto Giuseppe Bonecchi (Petrohrad, 1747)
- L'asilo della pace, opera seria, libreto Giuseppe Bonecchi (Petrohrad, 1748)
- Bellerofonte, opera seria, libreto Giuseppe Bonecchi (Petrohrad, 1750)
- Eudossa incoronata, o sia Teodosio II, libreto Giuseppe Bonecchi (Petrohrad,1751)
- Tsefal i Prokris, opera seria, libreto Alexander Sumarokov (Petrohrad, 1755)
- Amor prigioniero, dialogo per musica, libreto Pietro Metastasio (Oranienbaum, 1755]
- Alessandro nell'Indie, libreto Pietro Metastasio (Petrohrad, 1755)
- Ifigenia in Tauride opera seria, (Moskva, 1758)
- La Cimotea

### Oratoria
- S. Andrea Corsini (Řím, 1731)
- La Natività di Gesù

### Kantáty
- La gara dell'amore e dello zelo (Petrohrad, 1736)
- L'asilo della pace (libreto Giuseppe Bonecchi) (Petrohrad, 1748)
- La corona d'Alessandro Magno (Giuseppe Bonecchi) (Petrohrad, 1750)
- Amor prigioniero (Pietro Metastasio) (Oranienbaum, 1755)
- Junon secourable lucine (Antonio Denzi) (Petrohrad, 1757)
- Urania vaticinante (Antonio Denzi) (Petrohrad, 1757)